# Ixlú
Ixlú (/iʃˈluː/) est un site archéologique maya sité dans le Département du Petén, au Guatemala.

## Situation géographique
Ixlú se trouve sur l'isthme qui sépare les lacs Petén Itzá et Salpetén, à environ 23 km à l'est de la ville de Flores.

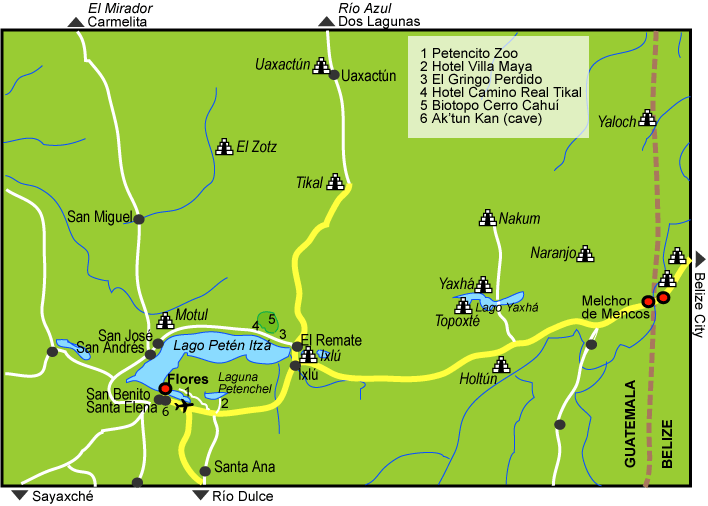
Carte du lac Petén Itzá, montrant la location d'Ixlú
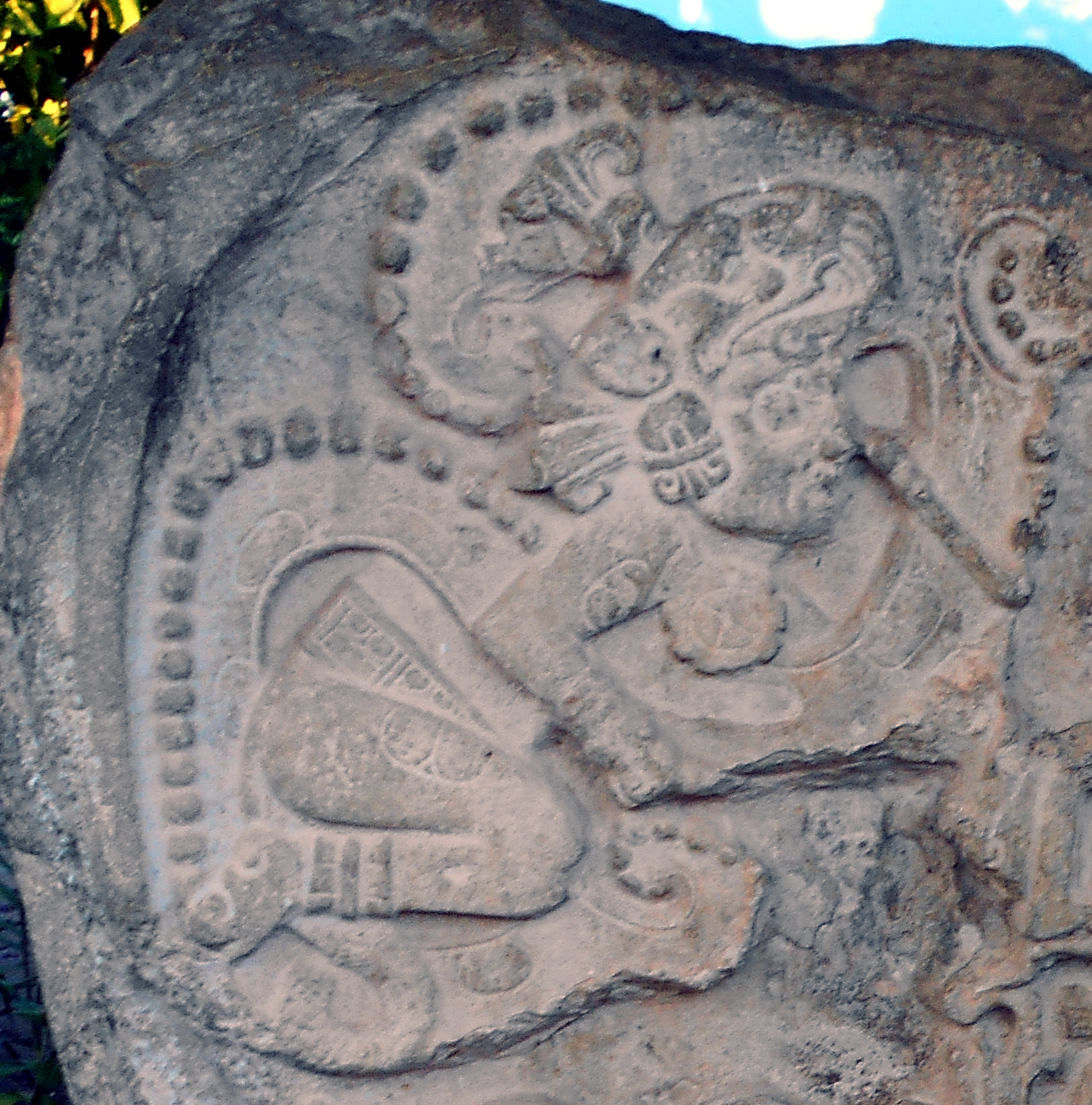
Stèle 2 d'Ixclu : représentation du dieu pagayeur maya jaguar